# Pedocortesella
Pedrocortesella – rodzaj roztoczy z kohorty mechowców i rodziny Licnodamaeidae.
Rodzaj ten został opisany w 1961 roku przez Marie Hammer. Gatunkiem typowym wyznaczono Pedrocortesella pulchra. Dawniej zaliczany był do Plateremaeidae. Glenn Hunt w swoim przeglądzie rodzaju umieszczał go w rodzinie Pedocortesellidae. Później przeniesiony został do Licnodamaeidae.
Mechowce te osiągają od 400 do 750 μm. Mają notogaster o siatkowatej rzeźbie i szczeciny lamellarne położone grzbietowo. W widoku bocznym notogaster jest przypłaszczony. Przez prodorsum biegnie głęboka, poprzeczna bruzda. Sensillus występuje prawie zawsze w formie osadzonego na szypułce ostrza, rzadziej jest buławkowaty. Tarczki genitalne i analne są duże i zbliżone do siebie. Szczeciny notogastralne występują w liczbie 3 par, genitalne 7 par, aggenitalne 1 pary, analne 2 par, a adanalne 3 par. Odnóża są trójpalczaste, a ich oskórek siateczkowany lub falisto tarczkowaty.
Rodzaj semikosmopolityczny.
Należy tu 36 opisanych gatunków:
- Pedrocortesella africana Pletzen, 1963
- Pedrocortesella anica Hunt, 1996
- Pedrocortesella augusta Hunt, 1996
- Pedrocortesella bannisteri Hunt, 1996
- Pedrocortesella bithongabela Hunt, 1996
- Pedrocortesella callitarsus Hunt, 1996
- Pedrocortesella calmorum Hunt, 1996
- Pedrocortesella conundrum Hunt, 1996
- Pedrocortesella convexa (Hunt, 1996)
- Pedrocortesella cornuta (Hunt et Lee, 1995)
- Pedrocortesella cryptoreticulata Hunt et Lee, 1995
- Pedrocortesella fusca (Rjabinin, 1986)
- Pedrocortesella gunjina Hunt, 1996
- Pedrocortesella gymnonota Hammer, 1966
- Pedrocortesella hangayi Hunt, 1996
- Pedrocortesella hardyi Balogh, 1968
- Pedrocortesella impedita Hunt, 1996
- Pedrocortesella kanangra Hunt, 1996
- Pedrocortesella leei Hunt, 1996
- Pedrocortesella minuta Bayartogtokh et Smelyansky, 2004
- Pedrocortesella monicai Eguaras, Martínez et Fernández, 1990
- Pedrocortesella montis Fernández, 1990
- Pedrocortesella neonominata Subías, 2004
- Pedrocortesella nortoni Hunt, 1996
- Pedrocortesella obesa Hunt, 1996
- Pedrocortesella parva Pletzen, 1963
- Pedrocortesella propinqua P. Balogh, 1985
- Pedrocortesella pulchra Hammer, 1961
- Pedrocortesella reticulata (Warburton, 1912)
- Pedrocortesella semireticulata Hunt et Lee, 1995
- Pedrocortesella stellata (Rjabinin, 1986)
- Pedrocortesella subula Hunt, 1996
- Pedrocortesella temperata P. Balogh, 1985
- Pedrocortesella tristius Eguaras, Martínez et Fernández, 1990
- Pedrocortesella truncata Hunt, 1996
- Pedrocortesella walteri (Hunt, 1996)